# Anton Nardeli
Anton (Toni) Nardelli, hrvatski vaterpolist, osvajač srebrne medalje na Olimpijskim igrama u Tokiju 1964. godine.